# Phlebothrix judithmastersae
Phlebothrix judithmastersae är en tvåvingeart som beskrevs av Mikhail B. Mostovski 2004. Phlebothrix judithmastersae ingår i släktet Phlebothrix och familjen puckelflugor.
Artens utbredningsområde är São Tomé. Inga underarter finns listade i Catalogue of Life.